# شهرستان چوی‌بالسان
شهرستان چوی‌بالسان (به زبان مغولی: Чойбалсан сум، [Čojbalsan sum]؛ ᠴᠣᠶᠢ ᠪᠠᠯᠰᠠᠩ ᠰᠤᠮᠤ، [čoyi balsaŋ  sumu]) یک شهرستان (سُوم) در مغولستان است که در استان دورنود واقع شده‌است. چوی‌بالسان ۱۰٬۱۵۲ کیلومتر مربع مساحت دارد.

## تقسیمات اداری
شهرستان چوی‌بالسان متشکل از ۴ قصبه (باغ) می‌باشد، شامل:
- اِنگِر شاند (مغولی: Энгэр шанд баг، [Enger šand bag]؛ ᠡᠩᠭᠡᠷ ᠱᠠᠩᠳᠠ ᠪᠠᠭ، [eŋger šaŋda baɣ])
- خوخ‌نور (مغولی: Хөхнуур баг، [Xöxnuur bag]؛ ᠬᠥᠬᠡ ᠨᠠᠭᠤᠷ ᠪᠠᠭ، [köke naɣur baɣ])
- خولستای (مغولی: Хулстай баг، [Xulstaj bag]؛ ᠬᠤᠯᠤᠰᠤᠲᠠᠢ ᠪᠠᠭ، [qulusutai baɣ])
- سومبِر(مغولی: Сүмбэр баг، [Sümber bag]؛ ᠰᠦᠮᠪᠦᠷ ᠪᠠᠭ، [sümbür baɣ])